# Макаева, Светлана Николаевна
Светлана Николаевна Макаева ( 22 марта 1962, Драчково Минской области ) — украинский тренер (хоккей на траве). Заслуженный тренер Украины (1997).

## Биография
Окончила Сумский педагогический институт (1983), Национальный университет физического воспитания и спорта Украины (Киев, 2013). Играла в команде «Буревестник» (Сумы, 1979–85). С 1986 (с перерывом) работает тренером-преподавателем СДЮШОР «Динамо» (Сумы). В 2003–05 – тренер итальянского клуба высшей лиги «Катанья». С 2007 – главный тренер спортивного клуба «Сумчанка». Одновременно с 1996 – тренер молодёжной сборной команды Украины, которая заняла 2-е (1996) и 3-е (1998, 2000) места на молодёжном чемпионате Европы; с 2009 – тренер национальной сборной команды Украины по хоккею на траве и индорхоккею, которая стала призером чемпионатов мира (2011, 3-е место) и Европы (2010, 1-й г.), Кубка европейских чемпионов (2009, 2-е место; 2015, 3-е место) по индорхоккею.